# توكونوشيما
توكونوشيما هي بلدية في اليابان، وبلدة في اليابان، تقع في مقاطعة أوشيما، بلغ عدد سكانها 10,392 نسمة وذلك حسب إحصائيات سنة 2018، تبلغ مساحتها 104.92 كيلومتر مربع، رمزها البريدي هو 891-7101.

## الموقع
تشترك في الحدود مع:
- إيسن  [لغات أخرى]‏
- أماغي.